# Blechnum urbani
Blechnum urbani là một loài dương xỉ trong họ Blechnaceae. Loài này được Brause mô tả khoa học đầu tiên năm 1911.
Danh pháp khoa học của loài này chưa được làm sáng tỏ. 